# Ahmad Roman Abasi
Ahmad Roman Abasi (2 de abril de 1993) es un deportista afgano que compitió en taekwondo. Ganó una medalla de bronce en los Juegos Asiáticos de 2014 en la categoría de –63 kg.

## Palmarés internacional
| Juegos Asiáticos | Juegos Asiáticos        | Juegos Asiáticos  | Juegos Asiáticos |
| Año              | Lugar                   | Medalla           | Categoría        |
| ---------------- | ----------------------- | ----------------- | ---------------- |
| 2014             | Incheon (Corea del Sur) | Medalla de bronce | –63 kg           |